# Жиль Мімуні
Жиль Мімуні́ (фр. Gilles Mimouni, *1956 —) — французький кінорежисер і сценарист. Його єдиний повнометражний фільм «Квартира» (1996) завоював дві кінопремії Сезар (1997), Премію BAFTA (1998) і Премію британського незалежного кіно (1998).
За мотивами «Квартири», Мімуні написав сценарій для американського ремейку — «Wicker Park» (2004).